# Armand-Gaston-Félix d'Andlau
Armand-Gaston-Félix, comte d'Andlau (16 novembre 1779 - Paris ✝ 16 juillet 1860 - château de Verderonne), est un militaire et homme politique français du XIXe siècle.

## Biographie
Armand-Gaston-Félix était le fils d'Henry Antoine d'Andlau et de Geneviève Helvétius.
Il embrassa de bonne heure la carrière militaire, et fit plusieurs campagnes.
Comte de l'Empire en 1810, il devint écuyer de l'Empereur, et fut nommé, en 1813, chef d'escadron du 3e régiment de Gardes d'honneur (corps présent à la bataille de Leipzig). C'est en cette qualité qu'il fit les campagnes de Saxe (1813) et de France (1814). Le 13 mars 1813, il reçut sur le champ de bataille la croix d'officier de la Légion d'honneur.
La Restauration, à laquelle il s'était rallié, le fit chevalier de Saint-Louis et colonel des cuirassiers d'Angoulême, puis maréchal de camp.
Enfin, le 5 novembre 1827, il fit partie de la promotion des 76 pairs introduits par Charles X dans la Chambre haute. Il siégea peu de temps. En effet, lorsqu'après 1830, les pairs furent appelés à délibérer sur la proposition faite par la Chambre des députés d'éliminer ceux de ses membres qui devaient leur élection à Charles X, le comte d'Andlau crut devoir revendiquer pour ceux qui étaient en cause l'initiative de la démission. Il déclara se retirer de la Chambre des pairs et quelques collègues imitèrent son exemple.
Resté dans le cadre des officiers généraux disponibles, jusqu'en 1843, il fut placé ensuite dans le cadre de réserve de l'état-major général, et admis à la retraite en 1848.
Fixé dans l'Oise, il y représentait le canton de Liancourt au conseil général.

## Autres fonctions
- Pair de France :
  - Ordonnance royale du 5 novembre 1827[3],
  - Confirmé au titre de baron-pair héréditaire sur majorat de pairie, par lettres patentes du 15 novembre 1828[3].

## Titres
- Comte d'Andlau et de l'Empire (lettres patentes du 14 avril 1810).

## Décorations
- Officier de la Légion d'honneur (13 mars 1813) ;
- Chevalier de Saint-Louis (1814).

## Armoiries
| Figure | Blasonnement |
|        | Armes du comte d'Andlau et de l'Empire D'or à la croix resarcelée de gueules ; au franc-quartier des comtes officiers de la maison de l'empereur., |
|        | Armes du comte d'Andlau, pair de France, baron-héréditaire D'or, à la croix de gueules.,                                                           |

## Vie familiale
Fils aîné de Frédéric-Antoine-Marc d'Andlau, (15 avril 1736 - Hombourg (Alsace) ✝ 20 juillet 1820 - Paris), Comte d'Andlau, seigneur de Voré, de Remalard et de Feuillée, lieutenant-général honoraire (7 août 1816), député de la noblesse aux États généraux de 1789, député à l'Assemblée constituante de 1789, et de Geneviève-Adélaïde Helvétius (26 janvier 1754 - paroisse Saint-Roch (Paris) ✝ 20 novembre 1817 - château de Voré, Remalard), Armand-Gaston-Félix épousa, le 4 février 1823 à Nancy, Pauline Joséphine d'Hennezel de Gemmelaincourt (15 décembre 1804 - Nancy ✝ 26 janvier 1873 - château de Verderonne). Ensemble, ils eurent :
1. Joseph (1er janvier 1824 - Nancy ✝ janvier 1892 - Buenos Aires, Argentine), comte d'Andlau, général de brigade, officier d'ordonnance de Napoléon III, sénateur de l'Oise (1876-1888), marié, le 28 février 1860, avec Berthe Le Pelletier de Saint-Rémy (née en 1840), dont 
  1. Marie Pauline Anne Mathilde (née le 9 mai 1861) ;
  2. Blanche Marie Laurence (4 juin 1865 ✝ 31 janvier 1953), mariée, le 25 avril 1893, avec René de Sercey (1855 ✝ 1912), ministre plénipotentiaire, dont postérité ;
2. Hélène Anne Charlotte (née le 14 juillet 1825), mariée, le 8 mai 1843 à Paris, avec Mathieu, 2e comte de Charrin, dont postérité ;
3. Cécile Blanche (29 mars 1827 - Verderonne ✝ 1er décembre 1896 - Paris), mariée, le 30 avril 1850 à Paris (ou le 30 mai ?), avec Adolphe-Gustave, comte de Chanaleilles[6] (1809 ✝ 1873), général de brigade, commandeur de la Légion d'honneur.